# Хаџишабановића вила
Хаџишабановића вила је објекат са списка непокретних културних добара у Републике Српској. Овај објекат се налази у близини Пала, а подигнут крајем XIX вијека. Године 2002. године вила је такође проглашена и националним спомеником Босне и Херцеговине.

## Историјат
Хаџишабановића вила се налази 2 km југоисточно од центра Пала у мјесту Горње Пале, непосредно близу извора Паљанске Миљацке.

### Хаџишабановићи
Браћа Хаџишабановић (раније хаџи-Шабановић) су, 1898. године поред двије своје пилане у Сарајеву, подигли још једну са два гатера на Палама. Пилане су углавном задовољавале локално тржиште, али са изградњом жељезничке пруге према Вишеграду и њеним пуштањем у промет 1906. године, пилана Хаџишабановића на Палама је у значајној мјери проширила своје капацитете.
Године 1910. Пале су имале 179. кућа и 1082 становника. У то вријеме, власништво Хаџишабановића на Палама је обухватало и фарму крава, пекару, продавницу, па чак и мектеб (мејтеф), гдје су се муслиманска дјеца подучавала вјерским обредима и арапском писму. Ипак, без обзира на образовни систем, арапски и турски језик су остали непознати за већину локалних муслимана.

### Градња виле
По наруџби породице Хаџишабановић, пројекат за вилу завршен је у марту 1912. године у столарском атељеу „Аугуста Таборyа” у Сарајеву. Који мјесец касније, грађевински радници су приступили изградњи и крајем године, вила је завршена. Како је објекат грађен у периоду аустроугарске окупације (1878—1918) он изгледом и подсјећа на друге аустријске грађевине из тог периода.
Вила је масивне градње, двоспратница озидана опеком и омалтерисану продужно-цементним малтером. Укровљена је вишесливним кровом („ломљени кров”), а прекривена печеним цријепом и лимом. Вила је грађена намјенски као исходишна кућа, у посебном тада карактеристичном стилу. Представља архитектонски израз из периода аустроугарског царства — стил аустријске виле, што је видљиво у изгледу и материјализацији објекта. У приватном власништву је била до 1946. године, када су је комунистичке власти бивше Федеративне Народне Југославије национализовале. Данас је вила власништво Општине Пале.
Године 1936. на вили се изводе одређене реконструкције, чиме објекат у некој мјери мијења свој првобитни изглед. Основне разлике у пројекту „Аугуста Таборyа” у односу на тадашње стање објеката је у конструктивним и декоративним дрвеним елеменатима, нарочито код фасаде. Вјероватно, овом интервенцијом из 1936. године, дошло је до промјене изгледа комплетног објекта, тако да су постојеће фасаде ријешене пуно једноставније, без икаквих детаља у дрвету, али са интерполираним новим садржајима и сложенијим кровним плохама. На објекту су истакнута два торња од којих је источни покривен шаторастим четворострешним кровом, док је други (западни) покривен осмострешним кровом са салонит плочама.
Од профилације на торњевима су истакнути кровни вијенци. Прозорски отвори су великих димензија и углавном су лучно завршени. Оквири су изведени у малтеру. Западни дио објекта је дограђен 1936. године. Објекат је касније покривен цријепом и лимом.

### Вила данас
Дугогодишња небрига друштва, неадекватно одржавање и неповољни временски и други услови, довели су објекат у веома лоше стање. Услијед дугогодишњег влажења зидова, мраза и других фактора, као и врло високог снијега 2000/2001. године, дошло је до колапса конструкције и рушења западног дијела објекта. Остатак западног зида такође је врло нестабилан и постоји реална опасност да се сруши, што би довело до рушења већег дијела објекта.
Вила је данас у власништву Општине Пале и представља културно добро Републике Српске и Босне и Херцеговине. Међутим, нити једна од надлежних институција не предузима било какве активности на отклањању постојећих штета на објекту или изради неке стратегије чиме би се дугорочно заштитило ово културно добро.